# Karl Seiler (Physiker)
Karl Seiler (* 30. Mai 1910 in Schorndorf, Württemberg; † 8. September 1991 in Freiburg) war ein deutscher Physiker und Industriemanager. Er war Pionier sowohl der Halbleiterforschung in Deutschland als auch der beginnenden deutschen Halbleiterindustrie in den 1950er Jahren.

## Ausbildung
Nach Schulbesuch in Stuttgart und Erreichen der Mittleren Reife begann Seiler zunächst eine Mechanikerlehre bei der Robert Bosch GmbH, die er jedoch bald abbrach, um das Abitur nachzuholen und ab 1929 an der Stuttgarter Technischen Hochschule Physik und Mathematik mit dem Berufsziel Studienrat zu studieren.
Zu seinen Lehrern gehörte in Stuttgart Paul Peter Ewald, später in Tübingen Hans Bethe und an der Technischen Hochschule Hannover, der heutigen Universität Hannover, Erwin Fues – alle drei Schüler Arnold Sommerfelds. Nach dem Staatsexamen in Hannover folgte er Fues an die Universität Breslau und reichte dort 1936 seine Dissertation „Zur atomaren Dispersion und Absorption von Röntgenstrahlen nach der relativistischen Wellenmechanik Diracs“ ein. 1937 trat Seiler in die NSDAP ein. Im selben Jahr wurde er Assistent von Rudolf Suhrmann in Breslau, bei dem er sich 1940 mit Forschungen zu Tiefsttemperaturen habilitierte, nachdem er nach Beginn des Zweiten Weltkriegs für kurze Zeit als Soldat im Westen gedient hatte.

## Berufliche Tätigkeit
Im Anschluss an seine Habilitation wurde Seiler Oberingenieur und Dozent für Chemische Physik in Breslau, allerdings bereits im November 1941 an die Ostfront einberufen. Nach einer Rückrufaktion für Wissenschaftler, die an kriegswichtiger Forschung arbeiten sollten, kehrte er im August 1943 nach Deutschland zurück und arbeitete bei Telefunken in Leubus nahe Breslau als Leiter des Labors für Hochfrequenz-Spezialröhren und Halbleiter an der Entwicklung von Detektoren für Zentimeterwellen in der Radartechnik. Das Ergebnis waren Detektoren auf Basis von Silizium mit synthetisch hergestellten Schichten. Sie kamen ab Ende 1943 in Flugzeugen und U-Booten als Bauteile von Warngeräten zur Aufspürung gegnerischer Radarsignale zum Einsatz. Ende 1944 wich das Labor vor der heranrückenden Roten Armee nach Thüringen aus, wo bis Kriegsende keine nennenswerte Produktion mehr zustande kam.
Nach der Schließung des Labors durch die amerikanische Militärverwaltung zog Seiler 1945 nach Mönchberg in Schwaben, wo seine Frau Arbeit als Lehrerin hatte. Seiler selbst war ohne Anstellung, da Telefunken aufgrund der Kriegsfolgen lahmgelegt war und eine Universität wegen seiner Mitgliedschaft in NS-Organisationen nicht in Frage kam. In einer ehemaligen Garage von etwa 16 Quadratmetern Größe richtete Seiler noch 1945 eine Produktionsstätte für Halbleiterbauteile ein; wieder konzentrierte sich Seiler auf Silizium als Halbleitermaterial anstelle des bei den meisten anderen Arbeitsgruppen bevorzugten Germaniums. Produziert wurden von Seiler und einem Mitarbeiter Ringmodulatoren, aufgebaut aus Gleichrichtern aus selber aufbereitetem Silizium, zunächst noch als Detektoren mit Metallspitzenkontakt. Abnehmer der Produkte war die Telefongesellschaft Mix & Genest. In seinem Labor entwickelte Seiler 1948 technisch brauchbare Flächendioden mit Silizium-Metall-Übergang ohne den störanfälligen Spitzenkontakt der bis dahin bekannten Detektoren – damals eine Weltneuheit, für die er ein Patent anmeldete.
Im selben Jahr 1948 erhielt Seiler eine Anstellung an der Technischen Hochschule Stuttgart und baute für seinen Doktorvater Erwin Fues, der dorthin von Breslau gewechselt hatte, ein Halbleiterlabor auf. Ende des Jahres wurde Seiler Laborleiter bei der Süddeutschen Apparate-Fabrik (SAF) in Nürnberg, die wie sein Kunde Mix & Genest zum ITT-Konzern gehörte. Aufgabe Seiler war es, Halbleiter-Bauelemente zu entwickeln. Bei der SAF arbeitete Seiler mit dem im Vergleich zum Silizium leichter zu bearbeitenden Germanium. Eine Germaniumdiode mit geschweißtem Punktkontakt wurde ab 1949 bei der SAF produziert, ein Germanium-Transistor mit Punktkontakt ab 1953; im darauffolgenden Jahr brachte die SAF als erste in Deutschland einen Germanium-Flächengleichrichter heraus – mit einem Germanium-Indium-Übergang. An der TH Stuttgart wurde Seiler parallel zu seinen Arbeiten bei der SAF 1949 Lehrbeauftragter und 1953 Honorarprofessor für Halbleiterforschung und organisierte eine Zusammenarbeit zwischen den von ihm aufgebauten Laboratorien an der Hochschule und bei der SAF.
Im März 1956 wechselte Seiler als Geschäftsführer zur Intermetall in Düsseldorf, die gerade in einer Phase des Umbruchs stand. Inzwischen begann das Silizium aufgrund seiner Vorteile bei höheren Betriebstemperaturen sich gegen das Germanium als Halbleitermaterial durchzusetzen. Unter Seilers Leitung brachte die Intermetall den ersten Silizium Transistor in Deutschland heraus. Seiler führte das innovative, jedoch bis dahin nicht lukrative Unternehmen mit Nischenprodukten wie der Zenerdiode zu wirtschaftlichem Erfolg. Als Ende der 1950er Jahre eine Unternehmenserweiterung anstand, initiierte Seiler den Umzug der Intermetall nach Freiburg, damals ein Niedriglohngebiet. 1965, als Intermetall an den ITT-Konzern verkauft wurde, wechselte Seiler zu Heraeus, wo er, zuletzt als Leiter der Schott-Glasschmelze, bis zum Ruhestand 1973 blieb.

## Werke
Seiler verfasste ein Lehrbuch über Halbleiter, das auf seinen Vorlesungen und Übungen an der TH Stuttgart fußte; es galt als Standardwerk:
- Karl Seiler: Physik und Technik der Halbleiter (= Fritz Gössler [Hrsg.]: Physik und Technik). Wissenschaftliche Verlagsgesellschaft (WVG), Stuttgart 1964.

## Gremientätigkeit
- Vorsitzender der Physikalischen Gesellschaft in Baden-Württemberg, 1962–1963
- Mitglied im beratenden Ausschuss der Industriephysiker in der Deutschen Physikalischen Gesellschaft, 1968–1973